# Lekkoatletyka na Letnich Igrzyskach Olimpijskich 2004 – bieg na 100 m mężczyzn
Bieg na 100 m mężczyzn – jedna z konkurencji lekkoatletycznych rozgrywanych podczas letnich igrzysk olimpijskich w 2004. Eliminacje i ćwierćfinały odbyły się 21 sierpnia, a półfinały oraz finał zostały rozegrane 22 sierpnia.
Udział w tej konkurencji brało 82 zawodników z 62 państw. Zawody wygrał reprezentant Stanów Zjednoczonych Justin Gatlin. Drugą pozycję zajął zawodnik z Portugalii Francis Obikwelu, trzecią zaś reprezentujący Stany Zjednoczone Maurice Greene.

## Wyniki

### Eliminacje
Bieg 1
| Miejsce | Zawodnik            | Państwo                           | Wynik |
| ------- | ------------------- | --------------------------------- | ----- |
| 1.      | Frankie Fredericks  | Namibia                           | 10,12 |
| 2.      | Uchenna Emedolu     | Nigeria                           | 10,22 |
| 3.      | Shingo Suetsugu     | Japonia                           | 10,27 |
| 4.      | Darren Campbell     | Wielka Brytania                   | 10,35 |
| 5.      | Chen Haijian        | Chińska Republika Ludowa          | 10,45 |
| 6.      | Eric Nkansah        | Ghana                             | 10,54 |
| 7.      | Poh Seng Song       | Singapur                          | 10,75 |
| 8.      | Yazaldes Nascimento | Wyspy Świętego Tomasza i Książęca | 11,00 |

Bieg 2
| Miejsce | Zawodnik              | Państwo           | Wynik |
| ------- | --------------------- | ----------------- | ----- |
| 1.      | Mark Lewis-Francis    | Wielka Brytania   | 10,13 |
| 2.      | Aziz Zakari           | Ghana             | 10,19 |
| 3.      | Roland Németh         | Węgry             | 10,28 |
| 4.      | Salem Mubarak Al-Yami | Arabia Saudyjska  | 10,36 |
| 5.      | Darren Gilford        | Malta             | 10,67 |
| 6.      | Khalil Al-Hanahneh    | Jordania          | 10,76 |
| 7.      | Kakianako Nariki      | Kiribati          | 11,62 |
| 8.      | Marc Burns            | Trynidad i Tobago | DSQ   |

Bieg 3
| Miejsce | Zawodnik                | Państwo           | Wynik |
| ------- | ----------------------- | ----------------- | ----- |
| 1.      | Justin Gatlin           | Stany Zjednoczone | 10,07 |
| 2.      | Kareem Streete-Thompson | Kajmany           | 10,15 |
| 3.      | Leonard Myles-Mills     | Ghana             | 10,21 |
| 4.      | Vicente de Lima         | Brazylia          | 10,23 |
| 5.      | Andriej Jepiszyn        | Rosja             | 10,29 |
| 6.      | Jeorjos Teodoridis      | Grecja            | 10,32 |
| 7.      | Hadhari Djaffar         | Komory            | 10,62 |
| 8.      | Sultan Saeed            | Malediwy          | 11,72 |
| 9.      | Juan Sainfleur          | Dominikana        | DNF   |

Bieg 4
| Miejsce | Zawodnik                    | Państwo           | Wynik |
| ------- | --------------------------- | ----------------- | ----- |
| 1.      | Shawn Crawford              | Stany Zjednoczone | 10,02 |
| 2.      | Obadele Thompson            | Barbados          | 10,08 |
| 3.      | Matic Osovnikar             | Słowenia          | 10,15 |
| 4.      | Idrissa Sanou               | Burkina Faso      | 10,33 |
| 5.      | Diego Ferreira              | Paragwaj          | 10,50 |
| 6.      | Pierre de Windt             | Aruba             | 11,02 |
| 7.      | Chamleunesouk Ao-Oudomphonh | Laos              | 11,30 |
| 8.      | Masud Azizi                 | Afganistan        | 11,66 |
| 9.      | Christoforos Choides        | Grecja            | DNS   |

Bieg 5
| Miejsce | Zawodnik            | Państwo                              | Wynik |
| ------- | ------------------- | ------------------------------------ | ----- |
| 1.      | Francis Obikwelu    | Portugalia                           | 10,09 |
| 2.      | Ronald Pognon       | Francja                              | 10,18 |
| 3.      | Jaysuma Saidy Ndure | Gambia                               | 10,26 |
| 4.      | Jarbas Mascarenhas  | Brazylia                             | 10,34 |
| 5.      | Hiroyasu Tsuchie    | Japonia                              | 10,37 |
| 6.      | Adrian Durant       | Wyspy Dziewicze Stanów Zjednoczonych | 10,52 |
| 7.      | Nabie Foday Fofanah | Gwinea                               | 10,62 |
| 8.      | Harmon Harmon       | Wyspy Cooka                          | 11,22 |

Bieg 6
| Miejsce | Zawodnik            | Państwo                  | Wynik |
| ------- | ------------------- | ------------------------ | ----- |
| 1.      | Nobuharu Asahara    | Japonia                  | 10,33 |
| 2.      | Łukasz Chyła        | Polska                   | 10,35 |
| 3.      | Éric Pacôme N'Dri   | Wybrzeże Kości Słoniowej | 10,39 |
| 4.      | Ato Boldon          | Trynidad i Tobago        | 10,41 |
| 5.      | Aimé-Issa Nthépé    | Francja                  | 10,67 |
| 6.      | Gábor Dobos         | Węgry                    | 10,68 |
| 7.      | John Howard         | Mikronezja               | 10,85 |
| 8.      | Mohammad Shamsuddin | Bangladesz               | 11,13 |

Bieg 7
| Miejsce | Zawodnik         | Państwo            | Wynik |
| ------- | ---------------- | ------------------ | ----- |
| 1.      | Asafa Powell     | Jamajka            | 10,06 |
| 2.      | Jason Gardener   | Wielka Brytania    | 10,15 |
| 3.      | Joshua Ross      | Australia          | 10,24 |
| 4.      | André da Silva   | Brazylia           | 10,28 |
| 5.      | Pierre Browne    | Kanada             | 10,32 |
| 6.      | Lamin Tucker     | Sierra Leone       | 10,72 |
| 7.      | Keisey Nakanelua | Samoa Amerykańskie | 11,25 |
| 8.      | Sopheak Phouk    | Kambodża           | 11,56 |
| 9.      | Djikoloum Mobele | Czad               | DNS   |

Bieg 8
| Miejsce | Zawodnik              | Państwo             | Wynik |
| ------- | --------------------- | ------------------- | ----- |
| 1.      | Maurice Greene        | Stany Zjednoczone   | 10,18 |
| 2.      | Dwight Thomas         | Jamajka             | 10,21 |
| 3.      | Churandy Martina      | Antyle Holenderskie | 10,23 |
| 4.      | Alexander Kosenkow    | Niemcy              | 10,28 |
| 5.      | Prodromos Katsandonis | Cypr                | 10,50 |
| 6.      | Chiang Wai Hung       | Hongkong            | 10,70 |
| 7.      | Francis Manioru       | Wyspy Salomona      | 11,05 |
| 8.      | Teymur Qasımov        | Azerbejdżan         | 11,17 |
| 9.      | Filipo Muller         | Tonga               | 11,18 |

Bieg 9
| Miejsce | Zawodnik             | Państwo             | Wynik |
| ------- | -------------------- | ------------------- | ----- |
| 1.      | Deji Aliu            | Nigeria             | 10,39 |
| 2.      | Nicolas Macrozonaris | Kanada              | 10,40 |
| 3.      | Giennadij Czernowoł  | Kazachstan          | 10,43 |
| 4.      | Souhalia Alamou      | Benin               | 10,48 |
| 5.      | Christie van Wyk     | Namibia             | 10,49 |
| 6.      | Daniel Bailey        | Antyle Holenderskie | 10,51 |
| 7.      | Gian Nicola Berardi  | San Marino          | 10,76 |
| 8.      | Carlos Abaunza       | Nikaragua           | 11,17 |

Bieg 10
| Miejsce | Zawodnik            | Państwo             | Wynik |
| ------- | ------------------- | ------------------- | ----- |
| 1.      | Kim Collins         | Saint Kitts i Nevis | 10,11 |
| 2.      | Michael Frater      | Jamajka             | 10,20 |
| 3.      | Niconnor Alexander  | Trynidad i Tobago   | 10,22 |
| 4.      | Simone Collio       | Włochy              | 10,27 |
| 5.      | Eddy de Lépine      | Francja             | 10,27 |
| 6.      | Xavier James        | Bermudy             | 10,40 |
| 7.      | Sébastien Gattuso   | Monako              | 10,58 |
| 8.      | Wilfried Bingangoye | Gabon               | 10,76 |

### Ćwierćfinały
Bieg 1
| Miejsce | Zawodnik           | Państwo             | Wynik |
| ------- | ------------------ | ------------------- | ----- |
| 1.      | Francis Obikwelu   | Portugalia          | 9,93  |
| 2.      | Mark Lewis-Francis | Wielka Brytania     | 10,12 |
| 3.      | Dwight Thomas      | Jamajka             | 10,12 |
| 4.      | Ronald Pognon      | Francja             | 10,15 |
| 5.      | Shingo Suetsugu    | Japonia             | 10,19 |
| 6.      | Pierre Browne      | Kanada              | 10,21 |
| 7.      | Churandy Martina   | Antyle Holenderskie | 10,24 |
| 8.      | André da Silva     | Brazylia            | 10,34 |

Bieg 2
| Miejsce | Zawodnik             | Państwo           | Wynik |
| ------- | -------------------- | ----------------- | ----- |
| 1.      | Shawn Crawford       | Stany Zjednoczone | 9,89  |
| 2.      | Obadele Thompson     | Barbados          | 10,12 |
| 3.      | Vicente de Lima      | Brazylia          | 10,26 |
| 4.      | Matic Osovnikar      | Słowenia          | 10,26 |
| 5.      | Deji Aliu            | Nigeria           | 10,26 |
| 6.      | Nicolas Macrozonaris | Kanada            | 10,28 |
| 7.      | Giennadij Czernowoł  | Kazachstan        | 10,42 |
| 8.      | Idrissa Sanou        | Burkina Faso      | 10,43 |

Bieg 3
| Miejsce | Zawodnik           | Państwo           | Wynik |
| ------- | ------------------ | ----------------- | ----- |
| 1.      | Justin Gatlin      | Stany Zjednoczone | 9,96  |
| 2.      | Jason Gardener     | Wielka Brytania   | 10,15 |
| 3.      | Uchenna Emedolu    | Nigeria           | 10,15 |
| 4.      | Nobuharu Asahara   | Japonia           | 10,24 |
| 5.      | Jeorjos Teodoridis | Grecja            | 10,36 |
| 6.      | Roland Németh      | Węgry             | 10,38 |
| 7.      | Niconnor Alexander | Trynidad i Tobago | 10,48 |
| 8.      | Eddy de Lépine     | Francja           | DNS   |

Bieg 4
| Miejsce | Zawodnik            | Państwo             | Wynik |
| ------- | ------------------- | ------------------- | ----- |
| 1.      | Aziz Zakari         | Ghana               | 10,02 |
| 2.      | Kim Collins         | Saint Kitts i Nevis | 10,05 |
| 3.      | Michael Frater      | Jamajka             | 10,11 |
| 4.      | Frankie Fredericks  | Namibia             | 10,17 |
| 5.      | Joshua Ross         | Australia           | 10,22 |
| 6.      | Alexander Kosenkow  | Niemcy              | 10,24 |
| 7.      | Andriej Jepiszyn    | Rosja               | 10,29 |
| 8.      | Jaisuma Saidy Ndure | Gambia              | 10,39 |

Bieg 5
| Miejsce | Zawodnik                | Państwo                  | Wynik |
| ------- | ----------------------- | ------------------------ | ----- |
| 1.      | Maurice Greene          | Stany Zjednoczone        | 9,93  |
| 2.      | Asafa Powell            | Jamajka                  | 9,99  |
| 3.      | Leo Myles-Mills         | Ghana                    | 10,18 |
| 4.      | Łukasz Chyła            | Polska                   | 10,23 |
| 5.      | Kareem Streete-Thompson | Kajmany                  | 10,24 |
| 6.      | Simone Collio           | Włochy                   | 10,29 |
| 7.      | Jarbas Mascarenhas      | Brazylia                 | 10,30 |
| 8.      | Éric Pacôme N'Dri       | Wybrzeże Kości Słoniowej | 10,32 |

### Półfinały
Bieg 1
| Miejsce | Zawodnik           | Państwo           | Wynik |
| ------- | ------------------ | ----------------- | ----- |
| 1.      | Shawn Crawford     | Stany Zjednoczone | 10,07 |
| 2.      | Justin Gatlin      | Stany Zjednoczone | 10,09 |
| 3.      | Aziz Zakari        | Ghana             | 10,11 |
| 4.      | Obadele Thompson   | Barbados          | 10,22 |
| 5.      | Mark Lewis-Francis | Wielka Brytania   | 10,28 |
| 6.      | Michael Frater     | Jamajka           | 10,29 |
| 7.      | Ronald Pognon      | Francja           | 10,32 |
| 8.      | Uchenna Emedolu    | Nigeria           | 10,35 |

Bieg 2
| Miejsce | Zawodnik         | Państwo             | Wynik |
| ------- | ---------------- | ------------------- | ----- |
| 1.      | Asafa Powell     | Jamajka             | 9,95  |
| 2.      | Francis Obikwelu | Portugalia          | 9,97  |
| 3.      | Maurice Greene   | Stany Zjednoczone   | 9,97  |
| 4.      | Kim Collins      | Saint Kitts i Nevis | 10,02 |
| 5.      | Jason Gardener   | Wielka Brytania     | 10,12 |
| 6.      | Leo Myles-Mills  | Ghana               | 10,22 |
| 7.      | Dwight Thomas    | Jamajka             | 10,28 |
| 8.      | Vicente de Lima  | Brazylia            | 10,28 |

### Finał
| Miejsce | Zawodnik         | Państwo             | Wynik |
| ------- | ---------------- | ------------------- | ----- |
| 01 !    | Justin Gatlin    | Stany Zjednoczone   | 9,85  |
| 02 !    | Francis Obikwelu | Portugalia          | 9,86  |
| 03 !    | Maurice Greene   | Stany Zjednoczone   | 9,87  |
| 4.      | Shawn Crawford   | Stany Zjednoczone   | 9,89  |
| 5.      | Asafa Powell     | Jamajka             | 9,94  |
| 6.      | Kim Collins      | Saint Kitts i Nevis | 10,00 |
| 7.      | Obadele Thompson | Barbados            | 10,10 |
| 8.      | Aziz Zakari      | Ghana               | DNF   |